# La Belle de Mexico (film, 1938)
Cet article concerne le film de Theodore Reed. Pour le film de Alfredo B. Crevenna, voir La Belle de Mexico (film, 1956).
Pour plus de détails, voir Fiche technique et Distribution.
La Belle de Mexico (Tropic Holiday) est un film américain réalisé par  Theodore Reed, sorti en 1938.

## Synopsis
A la recherche d'inspiration pour son nouveau film, un jeune réalisateur américain visite Mexico où il va faire la connaissance d'une mexicaine qui va lui faire tourner la tête...

## Fiche technique
- Titre : La Belle de Mexico
- Titre original : Tropic Holiday
- Réalisation : Theodore Reed
- Production : Arthur Hornblow Jr.
- Société de production : Paramount Pictures
- Scénario et histoire : Duke Atteberry, Frank Butler, Don Hartman et Jack Moffitt
- Direction musicale : Boris Morros
- Musique : Gordon Jenkins (non crédité)
- Chorégraphe : LeRoy Prinz
- Photographie : Ted Tetzlaff
- Montage : Archie Marshek
- Costumes : Edith Head
- Pays de production :  États-Unis
- Langue : anglais
- Format : Noir & blanc - Son : Mono (Western Electric Mirrophonic Recording)
- Genre : Film musical et comédie romantique
- Durée : 78 minutes
- Dates de sortie : 
  - États-Unis : 29 juin 1938 New York
  - États-Unis : 1er juillet 1938
  - France 15 mars 1939

## Distribution
- Bob Burns : Breck Jones
- Dorothy Lamour : Manuela
- Ray Milland : Ken Warren
- Martha Raye : Midge Miller
- Binnie Barnes : Marilyn Joyce
- Tito Guízar : Ramón
- Elvira Ríos : Rosa
- Roberto Soto : Roberto
- Michael Visaroff : Felipe
- Bobbie Moya : Pepito
- Fortunio Bonanova : Barrera
- Matt McHugh : Joe
- Pepito : Chico
- Chris-Pin Martin : Pancho
- Maria Olguim : Bullfighter
- Duncan Renaldo (non crédité) : un jeune homme